# 安德蘭布卡內
安德蘭布卡內（法語：Andéramboukane），是馬里的城鎮，位於該國東部，由加奧區的梅納卡省負責管轄，面積6,684平方公里，2009年人口18,688，人口密度每平方公里2.8人。

## 友好城市
- 法國 拉克苏